# やさしいライオン
『やさしいライオン』は、やなせたかしによる幼児向け絵本。また、基になったラジオドラマや当作を原作としたアニメ映画などの派生作品。

## 概要
ライオンのブルブルと、ブルブルを育てた犬のムクムクの親子の絆を描いている。全国学校図書館協議会選定図書。日本図書館協会選定図書。厚生省中央児童福祉審議会推薦。
「ドイツの動物園で犬がライオンを育てた」という話にアイデアを得たやなせが、当初はコントとしてストーリーを創造。これが紆余曲折を得て、1967年に文化放送にてラジオドラマとして放送される。その評判がよかったことから、1969年に「トッパンのおはなしえほん」シリーズ（後に「キンダーおはなしえほん」シリーズ）の一冊としてフレーベル館より絵本が刊行された。1975年以降は改訂版が刊行されているほか、紙芝居も作られた。
やなせは本作が絵本作家デビュー作となった。また、本作のヒットがきっかけでやなせは子ども向け絵本の仕事が増加したという。
ラジオドラマ放送時に磯部俶作曲、ボニージャックス歌唱による楽曲が製作され、後に映画でも使用された。
やなせ本人は後年、本作について以下のように語っている。

## あらすじ
昔々ある国の動物園で母親を亡くした赤ん坊のライオンがいた。空腹で痩せこけてブルブル震えていたから「ブルブル」と呼ばれていた。ブルブルは母親のいない寂しさでミルクも飲めず飢え死にしそうだった。そこで代わりの母親を探すことにした。その母親は生まれたばかりの赤ん坊を亡くしたメス犬だった。ムクムク太っていたから「ムクムク」という名前だった。こうして、ムクムクはブルブルの母親となった。ムクムクはブルブルに子守歌を歌って聞かせた。
ブルブルはムクムクから「お手」など様々な芸を教わり、すっかり犬そっくりになっていた。それから何年か経ち、ブルブルは立派な大人のライオンになっていた。ムクムクは年を取ったがまだとても元気だった。ところが、ある雨が通り過ぎた日にブルブルは水たまりに映った自分の姿を見て初めて自分が犬ではなくライオンだとわかり青ざめていた。しかし、ムクムクは「確かに私とあなたは見た目は違うけど心は同じよ」と慰めた。ブルブルとムクムクは毎日楽しく暮らしていたが、それも長くは続かなかった。ある日、ブルブルはよその動物園へ転園されることになり、ムクムクと離れ離れになってしまった。
それからまた何年かたち、ある街で開かれるサーカスにてブルブルは人気者になっていた。その日の夜、ブルブルは檻の中で懐かしいお母さんの子守歌を思い出していた。「お母さんだ！」ブルブルは叫ぶとサーカスの檻を破ってムクムクを探しに向かった。しかし、街は大騒ぎになり、兵隊たちがライオンを殺そうと銃を持って追いかけた。一方、その頃ブルブルは林の中ですっかり年を取って死にかけているムクムクを見つけた。ブルブルは懐かしいお母さんに会えて甘えていた。ところが、兵隊たちがブルブルに銃を向け、「撃て！」と隊長の掛け声とともに銃は一斉に火を噴いた。騒ぎが収まったころにはブルブルはムクムクを抱きかかえて倒れていた。
その夜、年寄りの犬を背中に乗せたライオンが飛んでいくのを見た人が何人もいたらしい。おそらくそれは遠い楽園に向かっているブルブルとムクムクなのかもしれない。

## 映画
1970年春、東宝チャンピオンまつりの一作として公開されたアニメーション映画。原作者のやなせ自身が監督・脚本を手掛けた。
第12回児童福祉文化奨励賞や第24回毎日映画コンクールの大藤信郎賞を受賞。上映会用に16mmフィルムが生産されたほか、1983年にはVHSソフトも発売された。
1998年には「乞食」や「唖」など一部の台詞を変更し、新たな声優を起用して音声を録り直したリニューアル版が製作された。現在、メディア化され市場で流通しているのはこちらである。ラストシーンも、残酷すぎるとして改変された。

### 製作経緯
大人向けアニメーションを目指した劇場用映画『千夜一夜物語』の製作総指揮をとっていた手塚治虫は、当時大人向け漫画を手がけていたやなせに（絵柄も気に入ったことから）美術とキャラクターデザインを直接依頼。映画は1969年に公開されヒット作となった。これをやなせの功績と考えた手塚は、ヒットの御礼としてやなせに「やなせさんの好きな映画、うちのスタッフを使って何でも作ってください。お金は全部ぼくが出します」と発言。こうして完成したのが本作である。
製作は、手塚が立ち上げた虫プロダクションが行った。真佐美ジュンによると、当初社内の役員会議では「そんな実験映画に予算は付けられない」と反対意見もあったが、最終的に「手塚先生のポケットマネーでやる」ことになり製作されたという。

### 声の出演
- ブルブル - 久里千春[注釈 1]→かないみか（リニューアル版）
- ムクムク -  増山江威子[注釈 1]→千々松幸子（リニューアル版）

### スタッフ
- 製作: 手塚治虫
- 原作・演出・美術: やなせたかし
- 製作担当: 富岡厚司
- 補佐: 下崎潤
- 企画協力: 西北プロダクション
- 原動画: 赤堀幹治、中村和子、上口照人、金山明博、松山マヤ、渡辺佳子、内海武雄、山守博昭
- 背景: 阿土延子、西村邦子、田辺めぐみ
- トレス: 島野昌子
- 彩色: 阿部マリ子
- ブラシ: 橋爪朋二
- 撮影: 森昭彦
- 編集: 松浦典良
- 現像: IMAGICA Lab.
- 作曲: 磯部俶
- 作詞: やなせたかし
- 編曲: 寺島尚彦
- 演奏: 寺島尚彦とリズムシャンソネット+ストリングス
- 歌: ボニー・ジャックス、久里千春（ブルブルの子守歌）
- 音響: 田代敦巳（グループ・タック）
- 効果: 石田サウンドグループ
- 録音: 東京スタジオセンター

※リニューアル版のみ
- 音響: 本吉伊都子
- 調整: 飯塚秀保
- 音響制作: グロービジョン、乾宏雄

### 同時上映
1970年版
- キングコング対ゴジラ（短縮リバイバル版）
- 巨人の星 大リーグボール
- アタックNo.1